# Бополу
Бополу (англ. Bopolu) — місто в Ліберії, адміністративний центр графства Гбарполу та дистрикту Бополу. Друге за населенням місто Ліберії після Монровії.

## Географія
Розташований на заході країни, за 91 км від столиці країни Монровії. Адміністративний центр графства Гбарполу. Абсолютна висота - 211 метрів над рівнем моря.

### Клімат
Місто знаходиться у зоні, котра характеризується мусонним кліматом. Найтепліший місяць — березень із середньою температурою 26.3 °C (79.3 °F). Найхолодніший місяць — серпень, із середньою температурою 24.1 °С (75.4 °F).
| Клімат Бополу           | Клімат Бополу | Клімат Бополу | Клімат Бополу | Клімат Бополу | Клімат Бополу | Клімат Бополу | Клімат Бополу | Клімат Бополу | Клімат Бополу | Клімат Бополу | Клімат Бополу | Клімат Бополу | Клімат Бополу |
| Показник                | Січ.          | Лют.          | Бер.          | Квіт.         | Трав.         | Черв.         | Лип.          | Серп.         | Вер.          | Жовт.         | Лист.         | Груд.         | Рік           |
| Середня температура, °C | 24,5          | 25,6          | 26,3          | 26,2          | 25,9          | 25,1          | 24,3          | 24,1          | 24,6          | 25            | 25,2          | 24,3          | 25,1          |
| Норма опадів, мм        | 23.9          | 44.4          | 101.4         | 153.2         | 247.4         | 377.8         | 421.9         | 452.9         | 498.3         | 320.1         | 152.4         | 50.7          | 2844.4        |
| Днів з опадами          | 1,7           | 2,8           | 7,2           | 10,9          | 18,2          | 21,2          | 23,3          | 24,7          | 24,8          | 21,9          | 12,8          | 4,1           | 173,6         |
| Вологість повітря, %    | 75.2          | 73.8          | 76.4          | 77.1          | 81.1          | 82.9          | 85.2          | 85.5          | 83.9          | 81.9          | 82.2          | 80.1          | 80.4          |
| ----------------------- | ------------- | ------------- | ------------- | ------------- | ------------- | ------------- | ------------- | ------------- | ------------- | ------------- | ------------- | ------------- | ------------- |
| Джерело: Weatherbase    |               |               |               |               |               |               |               |               |               |               |               |               |               |

## Історія

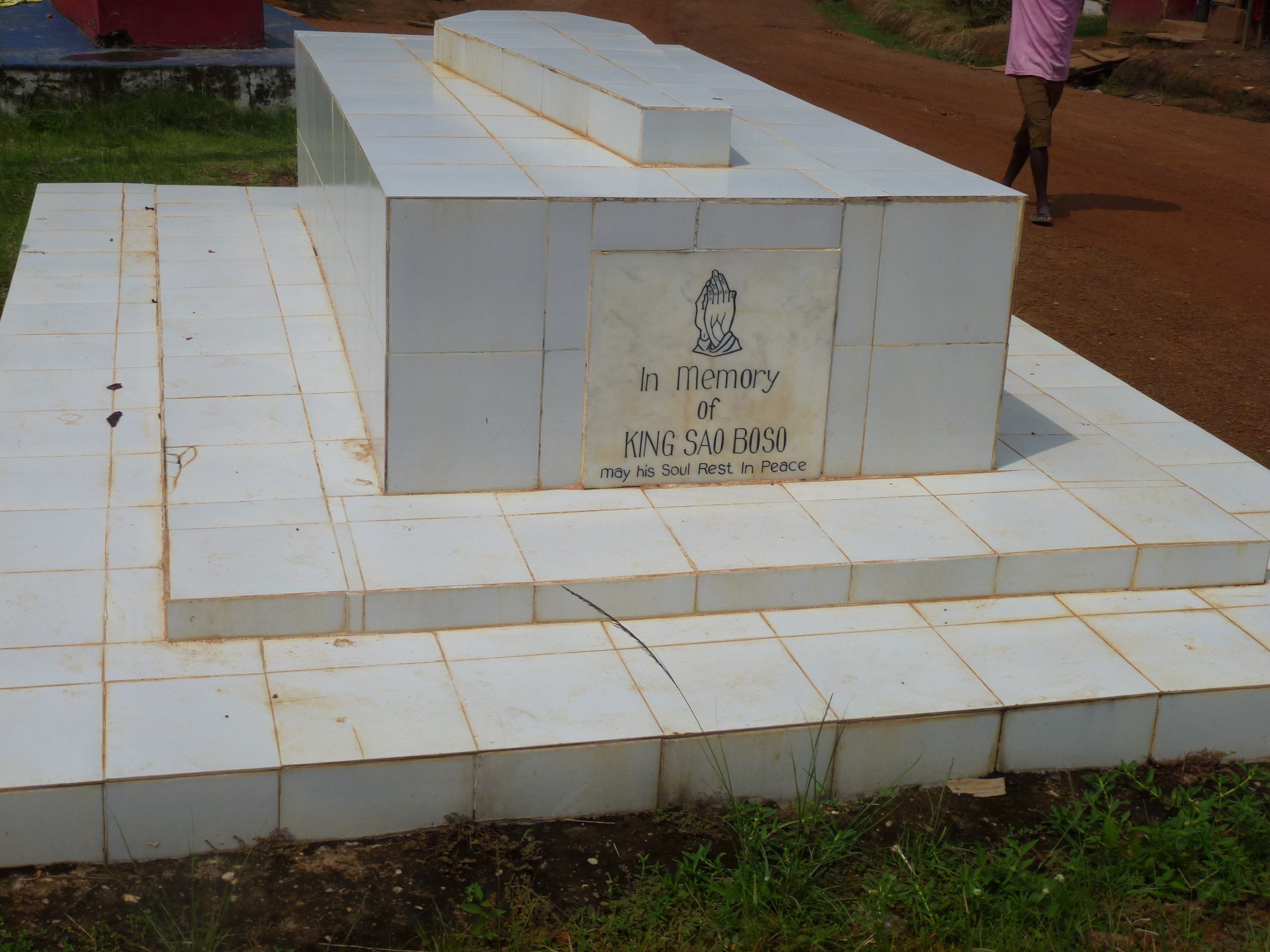
Місце поховання короля Сан-Босо в Бополу, Ліберія

Бополу в минулому був центром Конфедерації Кондо, яка включала племена Дей, Гола, Лорма і Вай. Землі навколо Бополу досягли розквіту під керівництвом короля Босана. Торгівці відправляли звідси кораблі з рабами, слоновою кісткою, золотом до племен вай і дей в обмін на сіль, тютюн, зброю і європейське полотно.

## Населення
За даними перепису 2008 року, у Бополу проживало 2908 осіб: 1547 чоловіків і 1361 жінки.

## Економіка
Основними видами економічної діяльності в Бополу є вирощування рису та маніоки.